# Sorgono
Sorgono là một đô thị ở tỉnh Nuoro ở vùng Sardinia của Italia, tọa lạc cách khoảng 90 km về phía bắc của Cagliari và cách khoảng 35 km về phía tây nam của Nuoro. Tại thời điểm ngày 31 tháng 12 năm 2004, đô thị này có dân số 1.927 người và diện tích là 56.2 km².
Sorgono giáp các đô thị: Atzara, Austis, Belvì, Neoneli, Ortueri, Samugheo, Tiana, Tonara.